# Нагатінська (платформа)
Нагатінська (рос. Нагатинская (до 20 лютого 2020 — Нижні Котли) — зупинний пункт/пасажирська платформа Павелецького напрямку Московської залізниці.
Розташовано у районі Нагорний, паралельно Варшавському шосе. 
Зупинний пункт має одну берегову та одну острівну платформу, що сполучені підземним переходом між собою і зі станцією метро. Зазнали реконструкцію у 2006—2007 рр., Були викладені плиткою, обладнані турнікетами і напівпрозорими навісами білого кольору.
Назва походить від колишнього села Нижні Котли.

## Пересадки
- Метростанцію  Нагатінська
- Автобуси: м86, м95, е85, с806, с811, 844, с910, с951, н8;
- Трамваї: 3, 16, 47, 49